# Hemichaena levigata
Hemichaena levigata är en gyckelblomsväxtart som först beskrevs av Robins. och Greenm., och fick sitt nu gällande namn av John William Thieret. Hemichaena levigata ingår i släktet Hemichaena och familjen gyckelblomsväxter. Inga underarter finns listade i Catalogue of Life.